# Туано Арбо
Туано́ Арбо́  (фр. Thoinot Arbeau, анаграмма имени и фамилии Жан Табуро́ (Jehan Tabourot); 17 марта 1520, Дижон — 23 июля 1595, Лангр) — французский священник, писатель и композитор, автор трактата «Орхезография» (1589).

## «Оркезография»

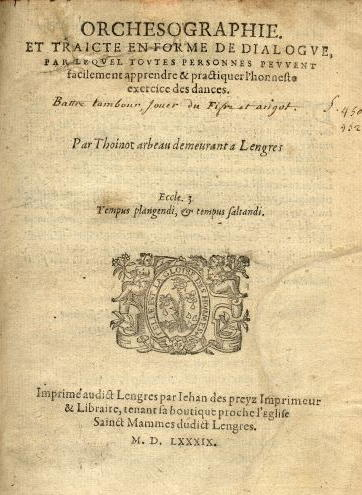
«Оркезография», титульный лист издания 1589 года

Трактат «Оркезография» — один из старейших сохранившихся учебников по изучению танцевального искусства. Это иллюстрированное руководство по танцам XVI века, содержащее описание танцев, популярных в середине XVI века, музыкальные примеры и специальную табулатуру, разработанную для того, чтобы привести танцевальные движения в соответствие с музыкой. Учебник написан в традициях принятой тогда манеры живой беседы учителя и ученика. Книга не ограничивается описанием танцевальных па — учитель и ученик обсуждают этикет, а также нравственные и моральные проблемы, волновавшие общество того времени.